# Nikon D70

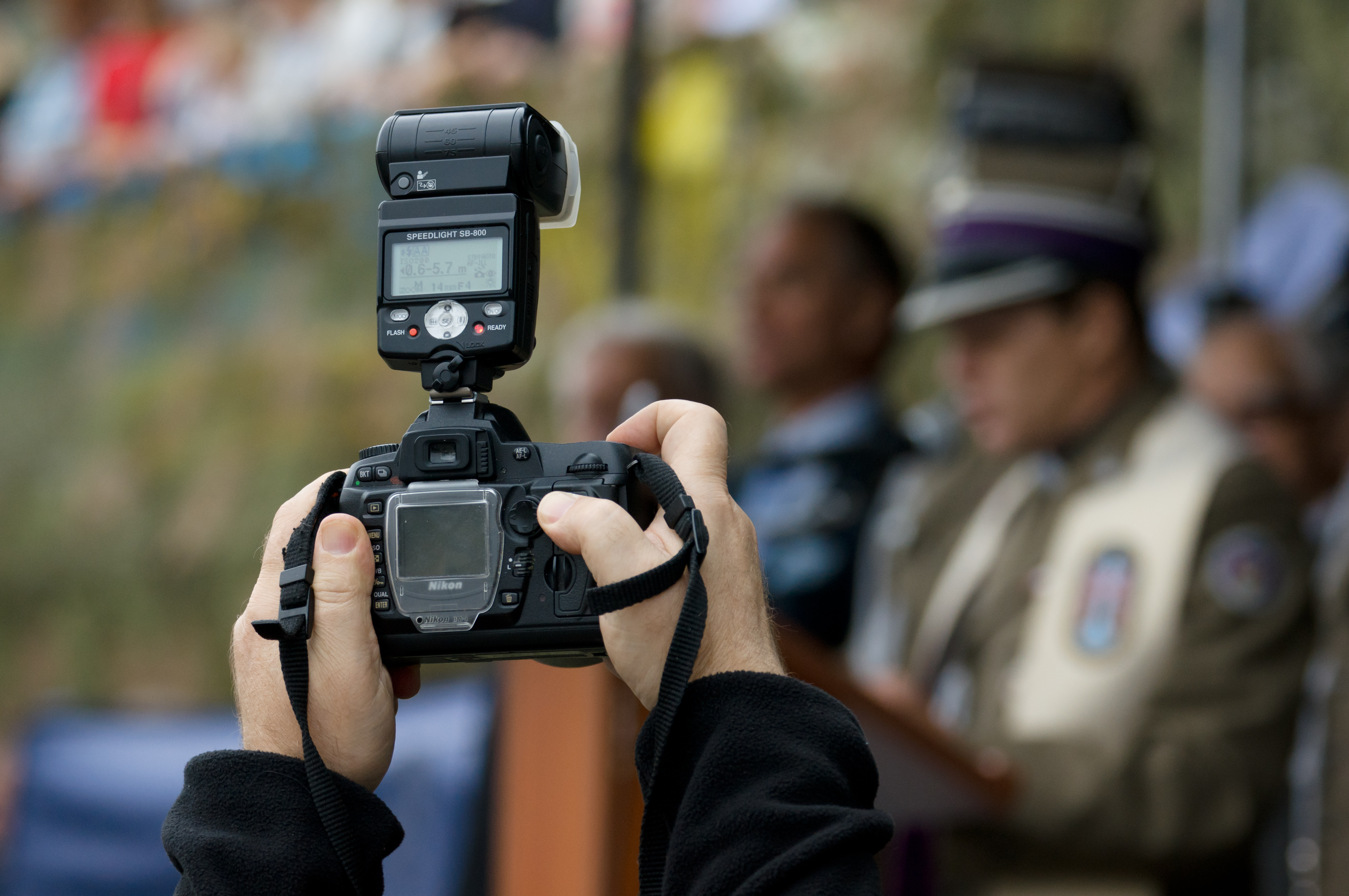
Nikon D70 com flash SB-800 em ação

A Nikon D70 é uma câmera fotográfica para amadores avançados (prosumer, em inglês). Na primavera de 2004 a Nikon a apresentou como uma concorrente da Canon EOS Digital Rebel (ou EOS 300D).

## Características
As características da D70 incluem
- Sensor de Imagem de formato Nikon DX
- Fator de visão de 1.5x
- Sensor de 6.1 megapixel (23.7 x 15.6 mm)
- Padrão de sapata de lente Nikon F
- Formatos de arquivo JPEG, NEF (formato Raw proprietário da Nikon), e JPEG+NEF
- Modos de foco Único e Contínuo
- Fotos contínuas em até 3 quadros por segundo, chegando a armazenar até 144 imagens ao se utilizar um cartão de memória de alta velocidade (sua memória interna garante até 4 imagens mesmo com um cartão lento)
- ISO 200-1600

O site Digital Photography Review (2004), considera a D70 uma excelente câmera, e a coloca como sendo superior à Nikon D100 em vários quesitos, muito embora a D100 possua um preço mais elevado. Ambas a Nikon D70 e a Canon EOS 300D são câmeras de vanguarda na fotografia digital, já que foram as primeiras a romper a barreira de câmeras SLR com valor inferior à US $1.000,00.
Seguindo a já tradicional disputa entre usuários das duas marcas, existem depoimentos muito favoráveis a cada uma delas. Os defensores da Canon apontam para um preço inferior, e melhor tecnologia de processamento de imagens do sensor, enquanto os aficcionados pela Nikon D70 apontam para a sua maior gama de controles e maior robustez (apesar do corpo de plástico).
A D70 é compatível com a maioria das lentes Nikkor já comercializadas anteriormente. Sigma, Tokina e Tamron são também fornecedores de lentes de sapata Nikon F. As novas lentes com a designação DX aproveitam a menor área do sensor para reduzir os custos de fabricação.

## D70s
A Nikon D70s é essencialmente uma nova versão da D70, onde foi adicionado um maior visor de LCD (2 polegadas, ao invés do 1,8 da D70), embora seja mantida a mesma resolução de 130.000 pixels. Também foi adotada uma nova bateria, a EN-EL3a, de maior capacidade. Outra mudança importante foi a incorporação de um novo flash, que cobre lentes de até 18mm, ao contrário da D70, que só possuia um ângulo de cobertura do flash suficiente para lentes de no mínimo 20mm. Todos as demais melhorias são também extensivas aos proprietários da D70, através de um firmware — incluindo melhor desempenho do auto-foco, remodelagem dos menus e nova versão para impressão diretamente pela câmera.